# Centro sportivo comunale di scherma Reina Elisenda
Il centro sportivo comunale di scherma Reina Elisenda (in catalano: Centre Esportiu Municipal de Esgrima Reina Elisenda) è un impianto dedicato alla pratica della scherma situato nel quartiere Sarrià a Barcellona.
L'impianto è gestito dal Club d'Esgrima Sala d'Armes Montjuïc, al cui interno ha la sede sociale. Il CEM Reina Elisenda è anche la sede della federazione catalana di scherma.